# Psychotria haplantha
Psychotria haplantha är en måreväxtart som beskrevs av Cornelis Eliza Bertus Bremekamp. Psychotria haplantha ingår i släktet Psychotria och familjen måreväxter. Inga underarter finns listade i Catalogue of Life.